# Уругвай на літніх Олімпійських іграх 2008
Уругвай брав участь у Літніх Олімпійських іграх 2008 року у Пекіні (Китай) удев'ятнадцяту за свою історію, але не завоював жодної медалі. Збірну країни представляли три жінки.